# ام‌اف استورد (۱۹۷۰)

{{Infobox ship characteristics
ام‌اف استورد (۱۹۷۰) (به انگلیسی: MF Stord (1970)) یک کشتی است که طول آن ۴۴٫۳۷ متر (۱۴۵ فوت ۷ اینچ) Length overall می‌باشد. این کشتی در سال۱۹۷۰ (میلادی)|۱۹۷۰]] ساخته شد.